# Аргов, Меир
Меир Аргов (ивр. מאיר ארגוב (גרבובסקי)‎, настоящее имя Меер Шаевич Грабовский; 1905, Рыбница, Балтский уезд, Подольская губерния — 24 ноября 1963, Иерусалим) — израильский политический деятель, один из лидеров сионистов-социалистов.

## Биография
Меер Грабовский родился в 1905 году в Рыбнице в семье Шаи Грабовского и Шейвы Нисенбойм. Учился в хедере там же, затем в Киевском университете. В юношеские годы стал активистом молодёжных движений халуцим (приобщения еврейской молодёжи к сельскохозяйственному труду) и «Цеирей Цион» (Молодой Сион).
Арестовывался в 1922 году и повторно 1 сентября 1924 года за участие в сионистской организации, после чего был выслан из СССР.
С 1927 года — в подмандатной Палестине, жил в Петах-Тикве, занимался сельским хозяйством. С 1930 года входил в «Ваад Леуми» (Временный национальный совет страны), был генеральным секретарём Всемирного рабочего сионистского движения.
В годы Второй мировой войны участвовал в боевых действиях британской армии в составе Еврейской бригады в Италии.
14 мая 1948 года (ещё под фамилией Грабовский) он стал одним из подписавших Декларацию независимости Израиля и вошёл во Временный государственный совет новообразованного государства. В 1949 году избран в кнессет первого созыва от рабочей партии МАПАЙ, 4 раза переизбирался и был депутатом кнессета до конца жизни.
С 1951 года был председателем парламентского Комитета иностранных дел и обороны, в этой должности вёл переговоры с Конрадом Аденауэром о репарациях и установлении отношений с Германией.
Меир Аргов скончался в 1963 году.
Жена (с 1928 года) — Ципора (Ципа Менделевна) Лоховицкая (1907—2005), одна дочь.